# Kloster und Krankenhaus Dahl

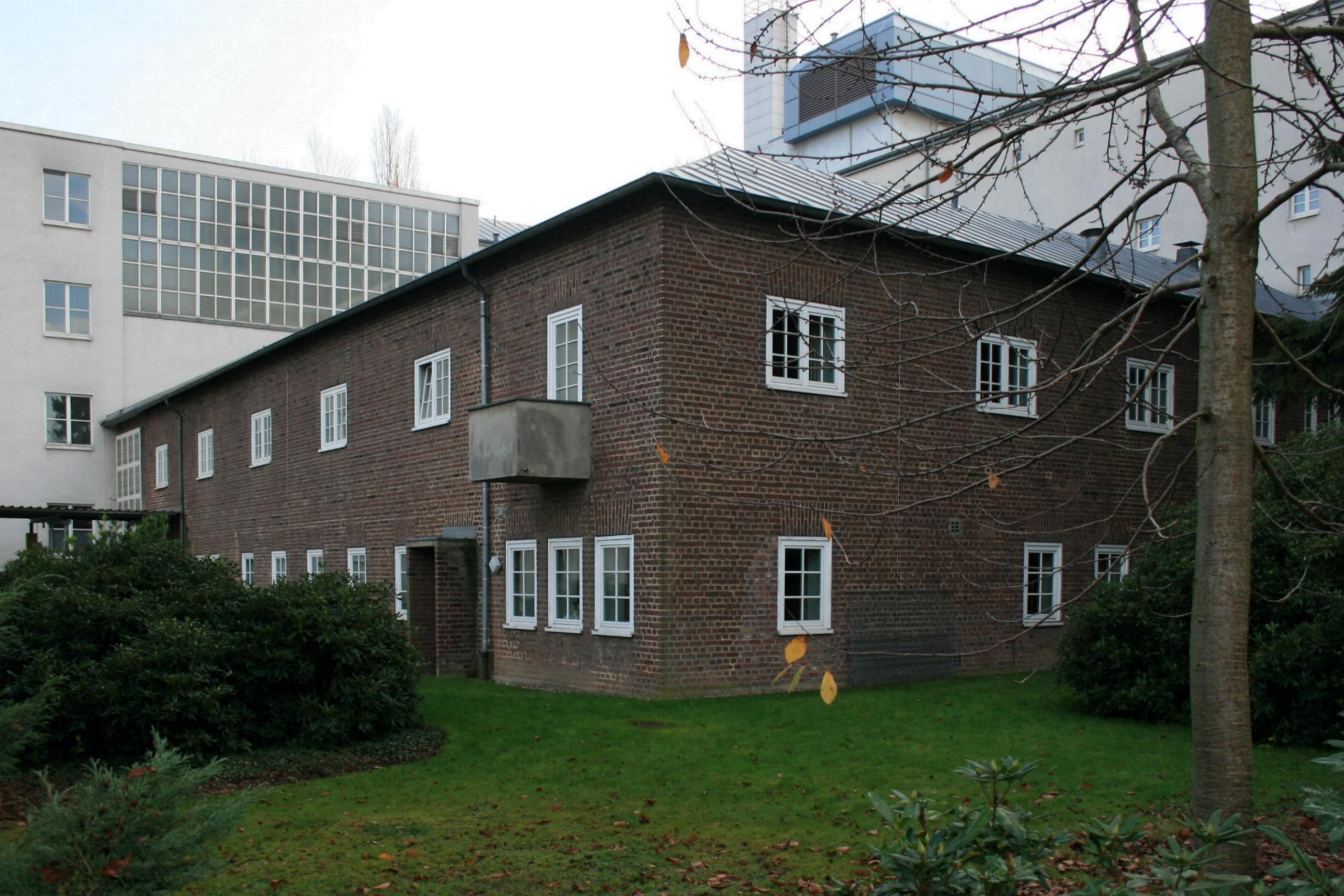
Kloster und Krankenhaus (2011)

Das Kloster und Krankenhaus Dahl steht im Stadtteil Dahl in Mönchengladbach (Nordrhein-Westfalen), Kamillianerstraße 42. Das Kloster und Krankenhaus der Kamillianer liegen zwischen Ohler und Dahl östlich der Eisenbahnlinie. Zur Anlage zählt die St.-Kamillus-Kirche.

## Geschichte
Das Gebäude wurde von 1929 bis 1931 erbaut.
Es wurde unter Nr. K 096 am 17. Februar 2011 in die Denkmalliste der Stadt Mönchengladbach eingetragen.

## Architektur
Die Turmfassade der Kirche dominiert wie ein Monolith den Gebäudekomplex auf der bewaldeten Anhöhe an seiner Nordseite. Ihr Altarraum ist nach Westen gewandt. Das ursprüngliche Noviziat und Ordensaltersheim schließen sich nach Süden als viergeschossiger, winkelförmiger Bau mit flachen Walm- bzw. Satteldächern an. Der ursprünglich als Zugang zu Noviziat und Altersheim angelegte Haupteingang dient heute als Haupteingang zum Krankenhaus.
In dem offenen Winkel ist an der Eingangsseite die Klausur, also der Zentralbereich des Klosters eingefügt. Die zweigeschossige Bauweise und die Fassadengestaltung mit Backstein heben sich – mit ästhetischer Verbindung zur Kirche – architektonisch hervor.
Das Kloster besaß ursprünglich einen eigenen Eingang an seiner Nordostecke, und zwar in der Ostfassade unweit der Kirche. An der Schnittstelle zwischen den beiden Gebäudeteilen sind zwei Höfe angelegt. Ein schlichter, hauptsächlich der Belichtung dienender Hof befindet sich im Winkel des weißen, höheren Flügels. An ihn grenzte ursprünglich das Refektorium mit verglaster Wand an der Nordseite (heute Café). Nach Osten schließt sich die gut erhaltene Große Halle an, die eine wichtige Verteilerfunktion innerhalb der Anlage besaß, welche im Kontext der Wegeführung des Krankenhauses aber nicht mehr plausibel ist.
Vom östlich vorgelagerten Haupteingang führte nur ein Windfang zur Großen Halle, in dem sich heute die Eingangsinformation mit Empfang befindet. In der Großen Halle ist die bemerkenswerte Innengestaltung im Stil expressionistischer Architektur erhalten. Die offen liegende Holzdecke wird von sehr schmalen Balken getragen, deren Unterkanten rot akzentuiert sind. Die Wände zeigen unverputzten Backstein in sorgfältiger Verarbeitung, die Durchgänge sind mit geometrisch angeordneten Steinlagen umrahmt. Auf dem Boden liegen Solnhofener Platten. Böhm hat sich auch stets für Bauten der Romanik und Renaissance Italiens interessiert, die nicht ohne Einfluss auf diesen Raum blieben. In dieser Hinsicht ist beispielsweise die Treppe zu erwähnen, die entlang der inneren Wand in das Obergeschoss der Klausur führt. In der inneren Wand öffnet sich oberhalb der Treppe im Obergeschoss ein geöffneter Durchgang (wie eine Empore), der mittels ungewöhnlicher Rundstützen vom Raum abgetrennt ist. Die Stützen sind braun gefasst und mit schmalen Ringen farblich verziert.
Im Zentrum der näher an der Kirche angeordneten Klausur ist der Kreuzhof angelegt, der die Aufgabe eines Kreuzganges in modernen Formen übernimmt. Er ist zweigeschossig und zum Innenhof fast vollständig verglast. Die hoch rechteckigen Fensterflächen schließen mit schmalen Bögen. Auch hier sind die inneren Wände mit sichtbar belassenen Backsteinen gestaltet; ebenso die Fußböden im Erdgeschoss, im Obergeschoss liegen Solnhofener Platten. Die Decken zeigen unterschiedliche Gestaltung. Teilweise sind sie mit Backsteingewölben geschlossen, teilweise mit Balkendecken; in einigen Bereichen gibt es Querträger aus Beton, die an den senkrechten Trägern der Glasfassade befestigt sind. Im schmalen Ostflügel des Kreuzganges gibt es eine schlichte Treppe. In der Nordostecke des Obergeschosses wurde die Bibliothek eingerichtet, die zugleich Tagesaufenthaltsraum war. Vor ihr befindet sich in der Hauptfassade ein Balkon.
In der schmalen Verbindung von der Klausur zur Kirche befindet sich im Obergeschoss das Oratorium. Der Kapellenraum ist vom schmalen Zugangsbereich optisch mittels einer Reihe gepaarter Rundstützen abgetrennt, die wie die Stützen am Durchgang zur Großen Halle gestaltet waren, d. h. braun gefasst mit helleren Ringen. Heute sind sie durchgehend weiß gestrichen. Die Kapellenausstattung – Bänke sowie Altar und Altarausstattung – ist verloren. Erhalten ist hingegen die originale Kunstverglasung der schmalen, senkrecht gegliederten Fensteröffnungen mit farbigen, ornamental angeordneten Scheiben.
Schon in der ursprünglichen Konzeption sollten sich Noviziat und Altersheim außen durch weiße Fassaden sowie zwei zusätzliche Geschosse abheben. Dieses Prinzip war im Zuge der Umfunktionierung für das Krankenhaus beibehalten worden. Die meisten der Räume für Novizen und alte Mönche konnten ohne großen Aufwand zu Krankenzimmern umgebaut werden. Obwohl ein Gesundheitsbau in der Regel schnelle bauliche Veränderungen erfährt, ist die für das Asthmakrankenhaus geschaffene innere Konzeption noch in weiten Bereichen erhalten. Das betrifft viele Krankenzimmer, Fußböden und sogar Wandschränke.
Die umfangreichste bauliche Veränderung war der Anbau eines schmalen Traktes mit verglasten Liegesälen an der Südostecke des Südflügels; davon ist heute nur noch ein Stummel am Bau erhalten. Der erkerartige Ausbau an der schmalen Ostseite des Südflügels besaß ursprünglich oben einen verglasten Balkon. Dieser wurde später zu einem geschlossenen Raum umgebaut. Der größte nachträgliche, zu unbekannter Zeit ausgeführte Eingriff in die Bausubstanz war ein Lückenschluss an der Nordseite des Südflügels. Hier befindet sich auf Höhe des Übergangs zur Klausur bzw. zur Großen Halle das Treppenhaus mit großzügigen Treppen sowie großer Verglasung (die Scheiben waren ursprünglich klar verglast, die Wand- und Bodenfliesen sind erhalten). Außerdem war das Ostende des Südflügels nach Norden etwas verbreitert und korrespondierte auf diese Weise mit dem vor die Fassade vortretenden Treppenhaus. Der dazwischen liegende Rücksprung wurde später allerdings geschlossen, um Raum für weitere Zimmer an der Nordseite zu gewinnen. Ursprünglich befanden sich in dem Bereich lediglich schmale Fensteröffnungen für die Flure. In jüngerer Zeit sind die Fassaden des Krankenhauses mit einer Wärmedämmung versehen worden. Diese ist weiß und rau, was dem ursprünglichen Zustand entspricht. Vor dem Haupteingang ist ein langes Regenschutzdach installiert worden.
Krankenhaus, Kloster und Kirche des katholischen Ordens der Kamillianer sind 1929–31 errichtet worden. Die Kirche einschließlich des Treppenzugangs und der begleitenden Mauern sind bereits in die Denkmalliste der Stadt Mönchengladbach eingetragen.
Das hier beschriebene Baudenkmal umfasst das über L-förmigem Grundriss an der Südseite der Kirche angebaute Krankenhaus, dessen Fassaden weiß verputzt sind. Dazu gehört auch der schmale Wirtschaftstrakt, der an der Südseite der Kirche angebaut ist. In den Winkeln des Krankenhauses ist das niedrigere Kloster eingefügt, das sich mit Backsteinfassaden deutlich abhebt. Das Gelände ist mit einer bauzeitlichen Backsteinmauer umfriedet, die in den Denkmalwert (s. o.) eingeschlossen ist. Der rückseitig ab 1982 an das Krankenhaus angebaute Erweiterungsbau der Architekten Aretz und Kaufmann ist nicht Teil des Baudenkmals.